# 東京都立砂川高等学校
東京都立砂川高等学校（とうきょうとりつ すながわこうとうがっこう）は、東京都立川市泉町に所在する公立高等学校。略称は砂高（すなこう）。
昼間部2部と夜間部を併設する三部制の昼夜間定時制課程と通信制課程の2課程が併設されている。

## 概要
1979年 開校。
2005年 全日制から昼夜間定時制へ改課程｡
Ⅰ・Ⅱ部（昼間部）は3年制。Ⅲ部（夜間部）は三修制を導入しているため、3年制と4年制の両方から選択できる。
校名・校章・校歌は全日制のものが受け継がれ、「○期生」という言い方も通算されている。

## 沿革
- 1978年11月1日　東京都立久留米西高等学校内に開設事務所を設置
- 1979年4月10日　第1回入学式（全日制課程）
- 1999年9月21日　都立高校改革推進計画で、東京都立砂川高等学校全日制課程と東京都立武蔵村山東高等学校全日制課程とを発展的に統合して、東京都立武蔵村山東高等学校の敷地に全日制課程高等学校を設置すること、また東京都立砂川高等学校は、東京都立北多摩高等学校（定時制）と東京都立昭和高等学校（定時制）を統合して設置する多摩地区単位制高等学校（昼間定時制）に改編することが決定した。
- 2003年度入学生（25期生）限りで全日制課程の募集を終了
- 2005年4月1日　昼夜間定時制課程・通信制課程 に改編
- 2005年4月7日　第26回入学式（定時制課程第1回）

## 授業

### 授業時間帯
この高校の特徴は、2005年4月から昼夜間定時制・通信制の高校に改編し、登下校時間が生徒全員同じでない点である。
- 昼夜間定時制（三部制）
  - Ⅰ部（昼間：午前8:30～午後2:15）
  - Ⅱ部（昼間：午前10:10～午後4:00）
  - Ⅲ部（夜間部）
- 通信制課程（多摩地区唯一の都立通信制）

この4つの部に分かれる。
ちなみにⅠ部・Ⅱ部・Ⅲ部は、定時制であり、同時に単位制である。
- Ⅰ部は、8:30～14:15が授業時間。授業開始の時間は全日制課程の高校とほぼ同じだが、授業終了時間は若干早い。
- Ⅱ部は、10:10～16:00が授業時間。I部や他の高校よりも授業開始時間が遅く、授業終了時間が若干遅い。ただし、二年次以降は8:30からの授業を14:20までとることができる。
- Ⅲ部（夜間部）は、14:25～20:40が授業時間。4年間での卒業を希望する場合はインターバル以降の授業を4時間受けることになる。三年次には、12:45からの授業をとることもできる。他の夜間定時制高校のように、給食がある。

時間割の組まれ方はⅠ・Ⅱ部（昼間）は3年間で、Ⅲ部（夜間）は3または4年間で卒業することを前提としているが、大部分の生徒は3年間で卒業している。この点は他の三部制高校や夜間定時制高校と大きく異なっている。また、半数以上の生徒が大学進学希望であるため、Ⅰ部、Ⅱ部、Ⅲ部とも、授業は大学進学に対応できるレベルの内容で行われている。授業内容や進路実績は全日制普通科高校と変わらないが、昼夜間定時制であるため1クラスの人数は30人、授業料は全日制の半額程度である。

### 履修上のルール
1. どの科目でも年間授業時間の4分の1（目安としては、8週間分）以上休むと未履修となるが、必履修科目（文部科学省で定められたもののほか、学校で定められたものもある）に関しては、次年度以降に下の学年の生徒に混じって、その授業を再度履修する必要がある。
2. 遅刻は、その時限の始業時間から15分までであり、それ以降に授業に出たとしても欠時扱いとなる。
3. Ⅲ部（夜間部）の生徒で、仕事や健康上の理由などにより本人が希望すれば4年間の卒業カリキュラムが用意されているが、（Ⅰ部～Ⅲ部とも）多くの生徒は3年での卒業を希望している。制服の着用が義務づけられ、生活指導の規則に従わなければならない。ピアスや茶髪等は禁止され、服装・頭髪検査もある。
4. どの部の生徒も、3年間で卒業に必要な単位数を修得していなければ、卒業は保留になり延期になる。
5. どの部の生徒も最長6年間在籍する事ができる。

### 授業内容
授業のレベルは大学進学に対応する内容で、1クラス最大30人の少人数授業が行われている。英語、数学、国語の必修教科は、2クラス60人を三つに分け、インテンシブ（特進）とベーシックの習熟度別に行われているため、1クラス20人程度になる。インテンシブかベーシックは科目ごとに生徒の得意、不得意に合わせて選ぶことができる。自由選択科目は10人前後で行われているものが多い。

## 施設
生徒貸し出し用のノートパソコンが10台用意され、学校内で利用できた（2011年度に中止）。また、校内全館に無線LANの機械が装備されている。パソコン室は現在三室ある。
またトレーニングルームがあり、器具も比較的充実している。
裏庭や中庭もあり四季の変化や自然も楽しめる。
また、2006年度から特定の場所を除き土足で校舎へ入ることができる。但し、保健室などの特定の場所では土足立入禁止である。

## 周辺
学校の最寄り駅である泉体育館駅前には立川市泉市民体育館があり、校門の前を通っている一方通行の道路の両脇は桜並木になっており、春の入学式あたりの時期（4月上旬頃）には見事な桜のトンネルになる事で有名。その下側にはドウダンツツジが植えてあり、新緑や紅葉が楽しめる。また、立川市立立川第六中学校が隣にあり、真如苑の宗教施設、立飛ホールディングスの工場、五日市街道とも近い。広く見れば学校の北側は概ね住宅地、南側は工場が多い。また、キッチンなどのショールームの店も多い。最寄りのスーパーやコンビニには、徒歩約3分で行くことができる。

## 著名な出身者
- 二瓶翼（サッカー選手）

## 交通
- 多摩都市モノレール線泉体育館駅 徒歩3分